# Вондел парк
Вондел парк (хол. Vondelpark) је јавни парк у Амстердаму у Холандији. Заузима површину од 47 хектара у јужном делу Амстердама. Парк је отворен 1865. године и првобитно се звао "Нови парк" (Холандски: Nieuwe Park) али је касније преименован у Вондел парк по драмском писцу и поснику Јосту ван ден Вонделу ( Joost van den Vondel). Годишње парк прими око 10 милиона посетилаца. У парку се налази позориште на отвореном, игралиште и неколико угоститељских објеката.

## Историја

### Деветнаести век
Године 1864. група грађана на челу с Кристијаном Пиетером ван Еегхеном основала је Удружење за изградњу парка за јахање и шетњу. Купили су неколико хектара мочварне земље на крају града Амстердама како би изградили нови парк. Архитекта Јан Давид Зоцхер је био задужен за дизајн парка. "Нови парк" је отворен.
Две године након што је парк отворен 1867. године, у парку је постављена статуа писца и драматичара Јоост ван ден Вондела. Због статуе су људи  почели парк да зову "Вонделов парк".
У парку је подигнут и подијум 1873. године. Исте године је пивар Герард Адриан Хајнекен желео да отвори бар у парку али је његов захтев одбијен Он је зато бар отворио у улици поред парка која сада носи Вонделово име  (Vondelstraat). Последњи део парка дизајнирао је Луис Паул Зоцхер од 1875. до 1877. године.
Као замена за дрвене колибе које је изградио Луис Паул Зоцхер 1878. године изграђен је Pavillon.

Име парка званично је промењено у "Вондел парк" 1880. године. Већ осамдесетих и деведесетих година 20. века бициклизам у парку је почео да изазива сметње. Управа парка је првобитно покушала то да реши рестрикцијама и забранама али проблем је решен тек након донација за осигуравање парка Холандског бициклистичког удружења .

### Двадесети век
Године 1936. у центру парка створена је башта ружа. Годину дана касније отворен је и  Blauwe Theehuis. Ову округлу модернистичку зграду дизајнирала је архитектонска канцеларија Бандерс.
У наредним годинама свеукупно одржавање парка постало је прескупо за Удружење за стварање парка за јахање и шетњу те су парк донирали граду Амстердаму 1953. године.
Архитекта пејзажа Егберт Мос обновио је Вондел парк 1950-их. Сврха је била унапређивање парка за кориштење и одржавање. Шездесетих година двадесетог века створена су дечија игралишта. Осамдесетих година прошлог века изграђена је позорница на отвореном. Вондел парк је 1996. године добио статус државног споменика (rijksmonument).

### Двадесет први век
Деведесетих година број посетилаца је порастао на око 10 милиона посетилаца годишње. Трава се користи као спортски терени и бициклистичке стазе. Због тога је град покренуо нову реконструкцију која је трајала од 1999. до 2010. године.Почевши од септембра 2008. године, одраслима је требало да буде дозвољено да имају на секс у парку, међутим Амстердамска полиција то није могла да толерише јер је закон захтевао да се то спречи.

## Догађаји
Годишњи догађаји укључују голф турнир Вонделпарк Опен и трку Вонделпарклооп. Прослава Дана краља 27. априла у Вонделпарку се посебно фокусира на децу. Тада су све активности за децу бесплатне.
Од јуна до августа одржавају се музички и плесни наступи у театру на отвореном.
Од 2011. године навечер Дана свих душа (All Soul's Day) људи се окупљају и плутају по великом језеру бројним малим чамцима "сећања" са упаљеном свећом како би се сетили оних који су погинули протекле године.

## Статуе у парку
Парк Вондел има и пар значајних статуа:
- Joost van den Vondel (1867) - Луис Ројер
- The Fish (1965) - Пабло Пикасо
- Mama Baranka (1985) - Нелсон Кариљо[2]